# Melchior von Breitenbuch
Heinrich Melchior von Breitenbuch (* 14. September 1874 in Bucha; † 22. Februar 1940 ebenda) war ein deutscher Verwaltungsbeamter und Rittergutsbesitzer.

## Leben
Melchior von Breitenbuch entstammt dem thüringischen Adelsgeschlecht von Breitenbauch, seine Eltern waren Clara von Helldorff-Wolmirstedt und Alfred von Breitenbuch. Er studierte Rechtswissenschaften an der Georg-August-Universität Göttingen. 1894 wurde er Mitglied des Corps Saxonia Göttingen. Nach dem Studium absolvierte er das Referendariat und bestand das Regierungsassessor-Examen für den preußischen Staatsdienst. Anschließend war er Regierungsassessor bei der Regierung Liegnitz. 1908 wurde er Landrat des Kreises Iburg. Am Ersten Weltkrieg nahm er als Rittmeister der Reserve des Ulanen-Regiments Nr. 16 beim Stab der 79. Reserve-Division teil. Im April 1918 wechselte er als Landrat in den Landkreis Jerichow I, wo er 1919 aus dem Staatsdienst ausschied. Bis zum 1. September 1919 war er Mitglied im Provinziallandtag der Provinz Hannover. Johann Heinrich Hundelt (DHP) rückte für ihn in den Landtag nach.

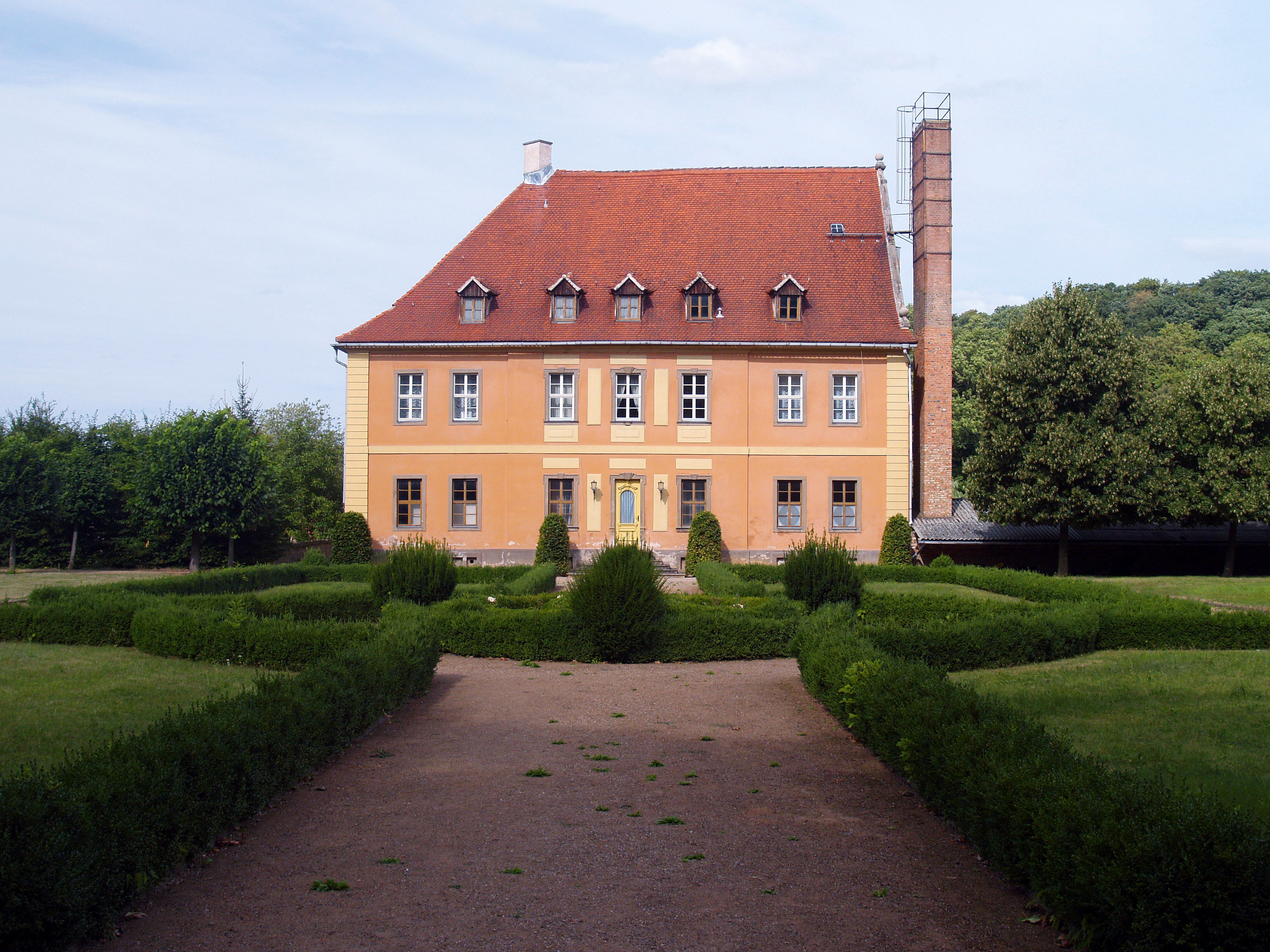
Parkansicht des Buchaer Herrenhauses

Seitdem lebte von Breitenbuch bis zu seinem Tod auf seinem 400 Hektar großen Rittergut Bucha. Er war verheiratet mit Erna von Borcke, Tochter der Hanna Freiin von Hoverbeck und des Oberstleutnants Erich von Borcke. Das Paar hatte sich in Liegnitz kennen gelernt.